# Anti-tusmørkestråler
Anti-tusmørkestråler eller Anti-crepuscularstråler svarer til tusmørkestråler, men ses i modsat retning på himlen. Sollys udbredes i parallelle, retlinede stråler, men disses projektioner på Jordens krumme atmosfære er storcirkler. Derfor kan retlinede tusmørkestråler fra en nedgående (eller opgående) sol synes at samle sig igen i antisolpunktet. 
Anti-tusmørkestråler er oftest at se nær solopgang eller -nedgang, og de er sædvanligvis ikke så klare som tusmørkestrålerne, der ses på samme side af himlen som solen, hvor spredningen af lyset i atmosfæren sker ved mindre vinkler, Mie-spredning.